# Byron Young (giocatore di football americano 1998)
Byron Young (Georgetown, 13 marzo 1998) è un giocatore di football americano statunitense che milita nel ruolo di defensive end per i Los Angeles Rams della National Football League (NFL).

## Carriera

### Los Angeles Rams
Al college Young giocò a football al Georgia Military College (2020) e a Tennessee (2021-2022). Fu scelto nel corso del terzo giro (77º assoluto) del Draft NFL 2023 dai Los Angeles Rams. Debuttò come professionista partendo come titolare nella gara del primo turno contro i Seattle Seahawks mettendo a segno 4 tackle e 0,5 sack. Nella gara del sesto turno, la vittoria 26-9 sugli Arizona Cardinals, Young mise a  a segno sei tackle, un sack e un fumble forzato, venendo premiato come rookie della settimana. La sua prima stagione si chiuse con 61 tackle, 8 sack e 2 fumble forzati disputando tutte le 17 partite, di cui 16 come titolare, venendo inserito nella formazione ideale dei rookie dalla Pro Football Writers of America.

## Palmarès
- Rookie della settimana: 1

6ª del 2023
- PFWA All-Rookie Team - 2023